# Église Saint-Laurent de Vysoké Mýto
L'église Saint-Laurent de Vysoké Mýto est une église située dans la ville de Vysoké Mýto en Tchéquie.
C'est la principale église de la ville.

## Historique
A la fin du XIIIe siècle, une église en pierre à trois nefs est construite à l'emplacement de l'ancienne église, dont la nef et la tour sud ont été conservées, la plus grande partie de l'église est construite vers 1375 et restaurée après l'incendie de 1461.
Dans le dernier quart du XVe siècle , un vestibule rectangulaire nord est construit en même temps que la nef à trois vaisseaux, clairement inspirée de Peter Parler.
L'église subit une refonte majeure en 1875–1892 sous la direction de l'architecte František Schmoranz , puis en 1892 sous la direction de Josef Mocker et jusqu'en 1904 sous la direction de J. Podhájský et A. Živný. Les voûtes baroques sont remplacées par des voûtes néo-gothiques et un nouvel intérieur est créé.

## Dimensions
Les dimensions de l'édifice sont les suivantes,
- Hauteur de la nef principale ; 21,3 m
- Longueur : 53 m
- Hauteur des tours : 67  m